# یوریهونجو، آکیتا
یوریهونجو، آکیتا از شهرهای استان آکیتا ژاپن است که جمعیت آن در ۱ ژانویه ۲۰۰۸ ۸۷٬۵۲۵ نفر بوده‌است.